# Heinr. Mette
Heinr. Mette war ein bedeutendes und traditionsreiches Saatzuchtunternehmen in Quedlinburg im heutigen Sachsen-Anhalt.

## Geschichte
Das Unternehmen wurde 1784 durch den Gärtner Heinrich Mette gegründet. Mette pachtete in diesem Jahr den Dechaneigarten des Stifts Quedlinburg. Er betrieb zumindest ab 1792 einen gärtnerischen Samenbau. Statt des zu dieser Zeit üblichen Handels mit Jungpflanzen und Pflanzen, der wegen der Verkehrsverhältnisse jedoch problematisch war, widmete er sich der Produktion und des Handels mit Samen. Außerdem wurden in Gewächshäusern exotische Pflanzen wie Jasmin, Johannisbrot, Lorbeer, Oleander, Orangen, Pomeranzen und Zitronen angebaut.
Ab 1794 arbeitete Mettes Sohn Burghart Hartwig Mette (1768–1831) im Unternehmen mit, bis er es ab 1802 vom Vater übernahm. Er erwarb 1811 den bisher gepachteten Dechaneigarten und später noch weitere landwirtschaftliche Nutzflächen, um so die Samenzucht ausbauen zu können. 1823 folgte ihm in der nächsten Generation Johann Heinrich Andreas Mette (1801–1869) nach, unter dem das Unternehmen einen deutlichen Aufschwung nahm. Der Sitz der Firma befand sich im heutigen Quedlinburger Stadtteil Westendorf. Hier wurde eine Speicheranlage für den Saatbau errichtet. Ein wichtiger Schwerpunkt wurde bereits ab 1825 die Gewinnung von Zuckerrüben-Samen. Das Unternehmen profitierte so von dem dann große Ausmaße annehmenden Anbau von Zuckerrüben und beteiligte sich selbst an einer neuen Zuckerfabrik Handelsgesellschaft vereinigter Landwirte an der Ecke Harzweg/Gernröder Weg, dem heutigen Mettehof. Es bestand ein eigener Bahnanschluss. Auch die Flächenausdehnung wurde fortgesetzt. Neben Äckern wurde im Umfeld Quedlinburgs der Schiffbleekhof und der Stumpfsburger Garten erworben. Darüber hinaus pachtete man 1840 die Gersdorfer Burg an. Er übergab den Betrieb 1861 an seine drei Söhne Johann Heinrich Andreas Burghart Mette (1827–1889), Johann Carl Theodor Mette (1828–1889) und Wilhelm Heinrich Theodor Mette (1832–1885). Sie erwarben die bis dahin nur gepachtete Gersdorfer Burg.

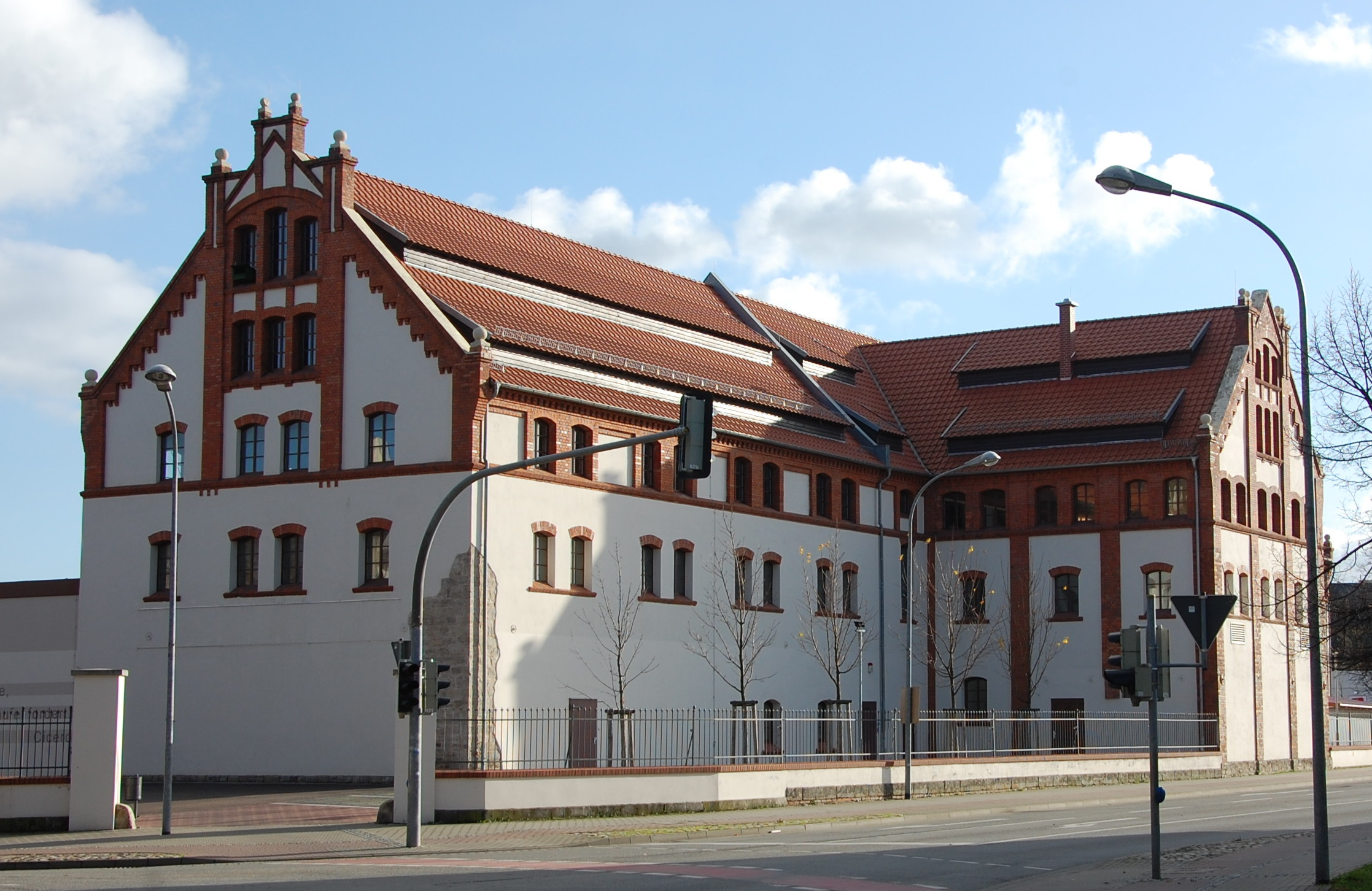
Speichergebäude am Harzweg 23 in Quedlinburg

1889 übernahm dann Johann Georg Heinrich Wilhelm Mette (1857–1907) für alle drei Erblinien die Führung des Betriebs. 1900 wurde der Firmensitz in die ehemalige Zuckerfabrik verlegt, deren Grundstück bereits erworben worden war. Insgesamt bewirtschaftete man annähernd 1000 Hektar, davon 100 Hektar Zuchtgärten. Die Gewächshausfläche betrug etwa 5000 m². Es wurden etwa 4000 verschiedene Arten und Sorten vermehrt und vertrieben. Im Stumpfsburger Garten wurde jährlich eine große Schau des Firmensortiments durchgeführt. Die Mitarbeiterzahl betrug 1898 634 Personen. Neben drei Dampfdreschmaschinen wurde eine Dampfmaschine für die Wasserversorgung betrieben. Es wurden 80 Pferde, 90 Ochsen und 2000 Schafe gehalten. 1904 schied eine der Erb-Linien aus. Als neuer Teilhaber wurde dafür der Landwirt Karl Tölke tätig, bis er 1926 verstarb. Von 1906 bis 1911 war der deutsche Pflanzenbauwissenschaftler George Sessous (1876–1962) Saatzuchtleiter im Unternehmen.
Ab 1907 übernahmen die Familienmitglieder Hermann Heinrich August Mette (1887–1945) und Carl Georg Conrad Vogler (1889–1976) die Betriebsleitung. Ab 1926 waren sie die alleinigen Geschäftsinhaber. Im Jahr 1920 wurde die Beschäftigtenzahl mit 674 angegeben.
Nach dem Ende des Zweiten Weltkriegs wurde das Unternehmen 1945 in der Sowjetischen Besatzungszone entschädigungslos enteignet. Der Betrieb ging in der staatlich geführten Deutschen Saatzucht Gesellschaft auf. Nach der deutschen Wiedervereinigung wurde die Gesellschaft letztlich liquidiert. Das denkmalgeschützte Unternehmensgelände am Harzweg 23 stand leer und wurde letztlich im Jahr 2008 weitgehend abgerissen. Es entstand das Einkaufszentrum Mettehof, ein Speichergebäude des Unternehmens Heinr. Mette blieb dabei erhalten.